# Franziskanerkirche (Câmpulung)

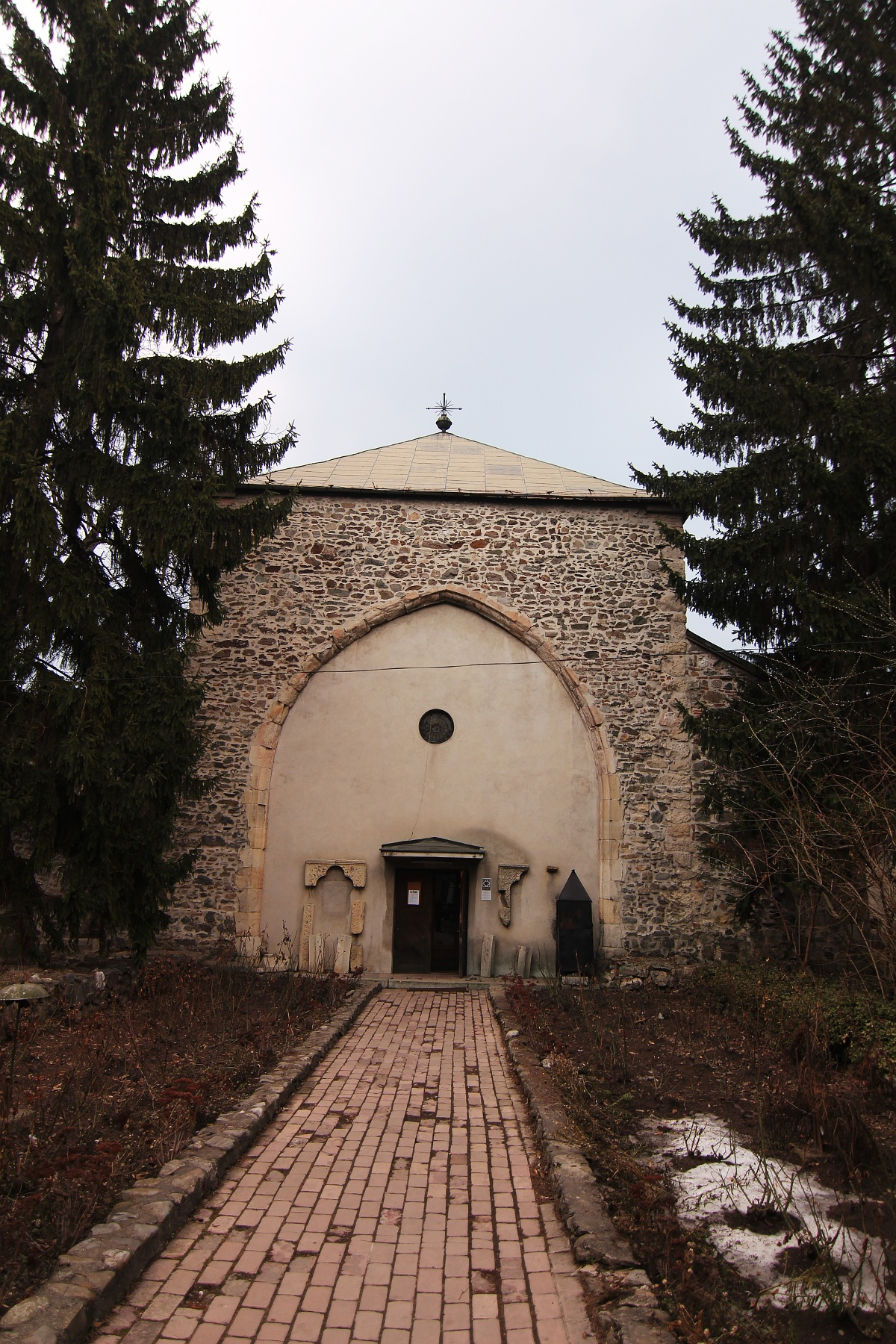
Die Bărăția (2012)

Die Bărăția („Brüderkirche“, von ungarisch barát, „Bruder, Mönch“), mit dem Patrozinium  Sankt Jakobus, ist die älteste erhaltene römisch-katholische Kirche im Erzbistum Bukarest. Die mittelalterliche Kirche, die auf siebenbürgisch-sächsische Kolonisten zurückgeht, befindet sich in der Kleinstadt Câmpulung in der Region Große Walachei.

## Geschichte

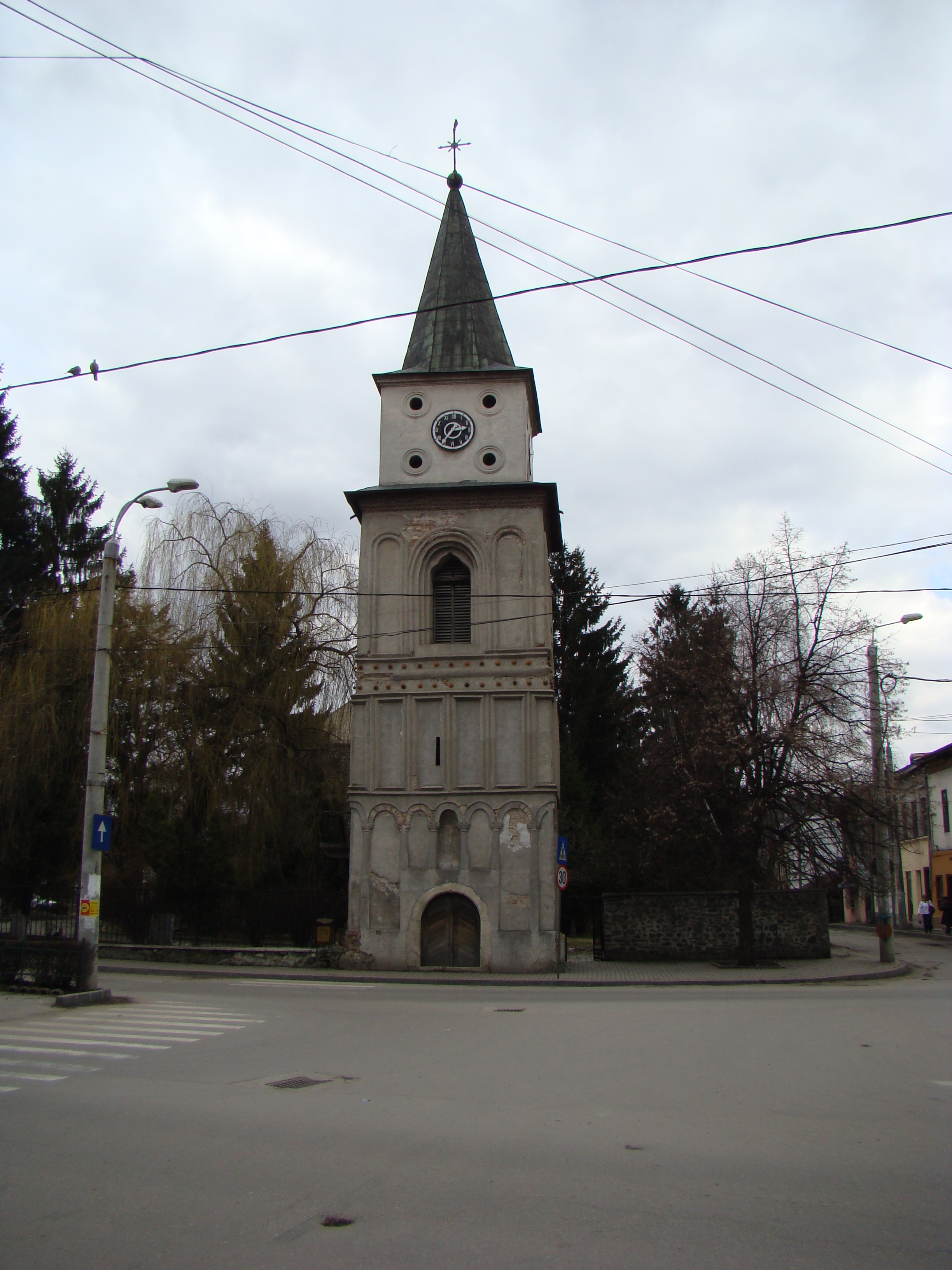
Stundturm

Die Kirche wurde im 13. Jahrhundert errichtet, im 18. Jahrhundert erneuert und steht unter Denkmalschutz. Bis zum Jahr 1822, als die Stadtautonomie abgeschafft wurde, haben die in der Jakobuskirche versammelten Bürger am dritten Sonntag nach Ostern ihren Bürgermeister gewählt.